# Montriond
 Montriond  es una comuna y población de Francia, en la región de Auvernia-Ródano-Alpes, departamento de Alta Saboya, en el distrito de Thonon-les-Bains y cantón de Le Biot.
Su población en el censo de 1999 era de 769 habitantes. Forma parte de la aglomeración urbana de Morzine.
Está integrada en la Communauté de communes de la Vallée d'Aulps.

## Demografía
| 479 | 536 | 563 | 562 | 653 | 769 |
| Para los censos de 1962 a 1999 la población legal corresponde a la población sin duplicidades (Fuente: INSEE [Consultar]) |     |     |     |     |     |